# ناحیه کورچالویوسکی
ناحیه کورچالویوسکی (به روسی: Курчалоевский райо́н) و 
(به چچنی: Курчалойн кӀошт) یکی از ۱۵ منطقه اداری و شهری (رایون) در جمهوری خودمختار چچن در کشور روسیه است. این ناحیه با ۹۷۵ کیلومتر مربع مساحت در شرق این جمهوری قرار دارد. مرکز اداری آن یک محله روستایی (سِلو) به نام کورچالوی است. جمعیت این ناحیه در سال ۲۰۰۲، ۱۰۱,۶۲۵ نفر و در سال ۲۰۱۰، ۱۱۴,۰۳۹ نفر بوده است. جمعیت کورچالوی ۱۹,۹ درصد از جمعیت کل این ناحیه را تشکیل می‌دهد. 